# Conte di St Albans
Conte di St Albans  (Earl of St Albans) era un titolo ereditario della nobiltà britannica nella Parìa inglese (Pari d'Inghilterra). 
Il titolo venne creato due volte nel XVII secolo, la prima volta per Richard Bourke, già conte di Clanricarde nella parìa d'Irlanda e poi per Henry Jermyn, barone Jermyn. Si estinse definitivamente alla morte di quest'ultimo.

## Conti di St Albans, 1^ creazione (1628)
- Richard Burke, IV conte di Clanricarde (c. 1572–1635)
- Ulick Burke, I marchese di Clanricarde (1604–1657) (estinto)

## Conti di St Albans, 2^ creazione (1660)
- Henry Jermyn, I conte di St Albans (m. 1684)